# Bruno Balp
Bruno Gabriel Marie Joseph Balp, né le 13 avril 1926 à Roanne (Loire) et mort le 31 mai 2008 à Garches (Hauts-de-Seine), est un acteur français.
Il a joué dans de nombreux films, au cinéma et à la télévision, ainsi qu'au théâtre.

## Filmographie

### Cinéma

#### Longs métrages
- 1946 : Le silence est d'or de René Clair
- 1953 : Raspoutine de Georges Combret
- 1955 : French Cancan de Jean Renoir
- 1956 : Paris, Palace Hôtel d'Henri Verneuil
- 1956 : Le Sang à la tête de Gilles Grangier : Pionsard, le cafetier
- 1956 : Reproduction interdite de Gilles Grangier : Un ami de Claude et Viviane
- 1956 : Que les hommes sont bêtes de Roger Richebé
- 1956 : Fric-frac en dentelles de Guillaume Radot
- 1957 : La Roue d'André Haguet
- 1957 : Quand la femme s'en mêle d'Yves Allégret
- 1957 : Vive les vacances de Jean-Marc Thibault
- 1957 : Montparnasse 19 de Jacques Becker
- 1958 : Cette nuit-là de Maurice Cazeneuve
- 1958 : Le Miroir à deux faces d'André Cayatte : L'instituteur
- 1958 : Madame et son auto de Robert Vernay
- 1958 : Une balle dans le canon de Charles Gérard et Michel Deville
- 1958 : Archimède le clochard de Gilles Grangier : Le poissonnier sur le marché
- 1959 : Un témoin dans la ville d'Édouard Molinaro : Barnum, le concierge
- 1959 : Maigret et l'Affaire Saint-Fiacre de Jean Delannoy : Le livreur de journaux
- 1960 : Le Baron de l'écluse de Jean Delannoy : Marcel, un mécanicien aviateur
- 1960 : La Famille Fenouillard d'Yves Robert
- 1960 : Les Vieux de la vieille de Gilles Grangier : Un ouvrier de la salle communale
- 1960 : Le Caïd de Bernard Borderie : Henri
- 1961 : Le Rendez-vous de minuit de Roger Leenhardt
- 1961 : La Belle Américaine de Robert Dhéry : Le pompiste
- 1961 : Le crime ne paie pas, sketch L'Affaire Hugues de Gérard Oury : Le garçon de café
- 1962 : Ballade pour un voyou de Claude-Jean Bonnardot
- 1966 : Le Jardinier d'Argenteuil de Jean-Paul Le Chanois : Un voyageur
- 1967 : Les Compagnons de la marguerite, de Jean-Pierre Mocky : Le gendarme
- 1969 : Claude et Greta de Max Pécas : Le père
- 1970 : Tête d'horloge de Jean-Paul Sassy
- 1972 : La Scoumoune de José Giovanni : L'inspecteur à la morgue
- 1972 : Les Volets clos de Jean-Claude Brialy
- 1974 : La Moutarde me monte au nez de Claude Zidi : Grégoire
- 1974 : Borsalino & Co de Jacques Deray : Un spectateur de l'Alcazar
- 1974 : Que la fête commence de Bertrand Tavernier : Leblanc, le valet
- 1974 : Opération Lady Marlène de Robert Lamoureux : Le chef électricien
- 1975 : Les Galettes de Pont-Aven de Joël Séria : Le patron du bistrot de Pont-Aven
- 1975 : Docteur Françoise Gailland de Jean-Louis Bertuccelli
- 1975 : Une vraie jeune fille de Catherine Breillat : M. Bonnard
- 1976 : Bartleby de Maurice Ronet : Le patron du café
- 1977 : Le Pays bleu de Jean-Charles Tacchella : Le boulanger
- 1978 : Freddy de Robert Thomas : Le juge d'instruction
- 1978 : La Carapate de Gérard Oury : Gaston Buteau
- 1978 : Démons de midi de Christian Paureilhe
- 1979 : Sacrés gendarmes de Bernard Launois : Le notaire
- 1980 : Retour en force de Jean-Marie Poiré
- 1980 : San Antonio ne pense qu'à ça de Joël Séria
- 1981 : Le Crime d'amour de Guy Gilles
- 1982 : Le Vol de l'aigle (Ingenjör Andrées luftfärd) de Jan Troell
- 1982 : Une pierre dans la bouche de Jean-Louis Leconte : Daniel
- 1985 : Le Gaffeur de Serge Pénard : Eugène
- 1986 : Twist again à Moscou de Jean-Marie Poiré

#### Courts métrages
- 1994 : Jeux de mains de Pascal Lahmani
- 2000 : An Leabhar de Robert Quinn : L'inspecteur

### Télévision (liste sélective)
- 1959 : Les Trois Mousquetaires de Claude Barma
- 1959 : En votre âme et conscience :  L'Affaire Danval" de Claude Barma
- 1962 : Le Chevalier de Maison-Rouge de Claude Barma
- 1962 : Les Cinq Dernières Minutes, épisode Le Tzigane et la Dactylo de Pierre Nivollet
- 1962 : C'était écrit (Les Cinq Dernières Minutes, épisode no 25) de Claude Loursais
- 1964 : Le Théâtre de la jeunesse : David Copperfield de Marcel Cravenne
- 1964 : L'Abonné de la ligne U de Yannick Andreï
- 1964 : Quand le vin est tiré ... (Les Cinq Dernières Minutes no 29), de Claude Loursais
- 1965 : Des fleurs pour l'inspecteur (Les Cinq Dernières Minutes, épisode no 36, TV) de Claude Loursais
- 1965 : Les Jeunes Années, épisode 18 de Joseph Drimal : Morgeot, un critique
- 1966 : Le Théâtre de la jeunesse : L'homme qui a perdu son ombre d'Adelbert von Chamisso, réalisation Marcel Cravenne
- 1967 : Les Habits noirs de René Lucot
- 1969 : Fortune d'Henri Colpi
- 1970 : Tête d'horloge de Jean-Paul Sassy (téléfilm)
- 1972 : Mauprat de Jacques Trébouta
- 1971 : Aux frontières du possible : le dossier des mutations V de Victor Vicas
- 1972 : Les Rois maudits de Claude Barma
- 1973 : Pour Vermeer de Jacques Pierre
- 1972 : François Gaillard ou la vie des autres de Jacques Ertaud, épisode : Joseph
- 1973 : Poker d'As d'Hubert Cornfield
- 1974 : Malaventure ép. « Monsieur seul » de Joseph Drimal
- 1974 : Un curé de choc (26 épisodes de 13 minutes) de Philippe Arnal
- 1976 : Au théâtre ce soir : Am-stram-gram d'André Roussin, mise en scène Claude Nicot, réalisation Pierre Sabbagh, Théâtre Édouard VII
- 1977 : Minichronique de René Goscinny et Jean-Marie Coldefy, épisode Le Célibataire

- 1978 : Les Enquêtes du commissaire Maigret, épisode : Maigret et le tueur de Marcel Cravenne
- 1978 : Les Brigades du Tigre, épisode Les Demoiselles du Vésinet de Victor Vicas
- 1979 : Le Tour du monde en 80 jours d'André Flédérick, (téléfilm)
- 1979 : Les Dossiers éclatés : Mort non naturelle d'un enfant naturel de Roger Kahane
- 1979 : Histoires de voyous : Les Marloupins de Michel Berny
- 1979 : Charles Clément, canut de Lyon (écrit par Jean-Dominique de la Rochefoucauld), téléfilm de Roger Kahane : Populus
- 1979 : Au théâtre ce soir : Beau-fils et fils de Raoul Praxy, mise en scène Christian Duroc, réalisation Pierre Sabbagh, Théâtre Marigny
- 1982 : Médecins de nuit d' Emmanuel Fonlladosa, épisode : Quingaoshu (série télévisée)
- 1982 : Julien Fontanes, magistrat de François Dupont-Midy, épisode : Une fine lame
- 1984 : Hello Einstein de Lazare Iglesis
- 1992 : La Boîte d'Emmanuel Fonlladosa

### Doublage

#### Cinéma
- 1979 : Moonraker : Q (Desmond Llewelyn)
- 1979 : Morsures : Selwyn (Strother Martin)

## Radio
- 1981 - La dame aux miroirs , de Bernard Da Costa Les tréteaux de la nuit. France Inter, Réalisateur Georges Godebert avec Rosy Varte Henri Labussière Catherine Laborde Jean Gastaut Hélène Sielka Danielle Coffet Jacques Bretonnière Pierre Destailles Bruno Balp Emmanuel Pierson
- 2002 : rôle de Madon dans la série radiophonique Allo la Terre d'Olivier Raymond
- 2004 : rôle de Madon dans la série radiophonique Allo la Terre…la suite d'Olivier Raymond
- 2006 : rôle de Napoléon dans la série radiophonique L'incroyable Gork d'Armand Aloyin
- 2007 : rôle de Abel pour le feuilleton radiophonique Mille et un Matins de Pascal Veyssi.
- 2007 : rôle de Madon pour la série radiophonique Allo la Terre… la fin? d'Olivier Raymond.

## Théâtre
- 1957 : La Guerre du sucre de Robert Collon, mise en scène Yves Allégret, Théâtre des Bouffes-Parisiens
- 1958 : Ami-ami de Pierre Barillet et Jean-Pierre Grédy, mise en scène Jean Wall, Théâtre Antoine
- 1958 : Éboulement au quai nord d’Ugo Betti, mise en scène Marcelle Tassencourt, Théâtre de Poche Montparnasse
- 1959 : Un joueur d'André Charpak d'après Fiodor Dostoïevski, mise en scène André Charpak, Théâtre de l'Alliance française
- 1959 : Le Client du matin de Brendan Behan, mise en scène Georges Wilson, Théâtre de l'Œuvre
- 1960 : John Smith 1er de Jaime Silas, mise en scène Michel de Ré, Théâtre de l'Œuvre
- 1960 : Le Mobile d'Alexandre Rivemale, mise en scène Jean-Pierre Grenier, Théâtre Fontaine
- 1961 : La Paix d'après Aristophane, mise en scène Jean Vilar, TNP Théâtre de Chaillot
- 1963 : Lumières de bohème de Ramón María del Valle-Inclán, mise en scène Georges Wilson, TNP Théâtre de Chaillot
- 1963 : Monsieur Vautrin d'André Charpak, d'après Honoré de Balzac, mise en scène André Charpak, Théâtre Récamier
- 1963 : Les Enfants du soleil de Maxime Gorki, mise en scène Georges Wilson, TNP Théâtre de Chaillot : Micha
- 1964 : Zoo ou l'Assassin philanthrope de Vercors, mise en scène Jean Deschamps, TNP Théâtre de Chaillot
- 1964 : Luther de John Osborne, mise en scène Georges Wilson, TNP Festival d'Avignon
- 1964 : Romulus le grand de Friedrich Durrenmatt, mise en scène Georges Wilson, TNP Festival d'Avignon
- 1964 : Maître Puntila et son valet Matti de Brecht, mise en scène Georges Wilson, TNP Théâtre de Chaillot
- 1965 : Luther de John Osborne, mise en scène Georges Wilson, TNP Théâtre de Chaillot
- 1965 : Hamlet de William Shakespeare, mise en scène Georges Wilson, TNP Théâtre de Chaillot, Festival d'Avignon
- 1965 : L'Illusion comique de Corneille, mise en scène Georges Wilson, TNP Festival d'Avignon
- 1966 : Dieu, empereur et paysan de Julius Hay, mise en scène Georges Wilson, TNP Festival d'Avignon
- 1967 : Dieu, empereur et paysan de Julius Hay, mise en scène Georges Wilson, TNP Théâtre de Chaillot
- 1967 : Le Roi Lear de William Shakespeare, mise en scène Georges Wilson, TNP Théâtre de Chaillot
- 1968 : La Mère de Bertolt Brecht, mise en scène Jacques Rosner, TNP Théâtre de Chaillot
- 1968 : Le Diable et le Bon Dieu de Jean-Paul Sartre, mise en scène Georges Wilson, TNP Théâtre de Chaillot
- 1969 : La Résistible Ascension d'Arturo Ui de Bertolt Brecht, mise en scène Georges Wilson, TNP Théâtre de Chaillot
- 1969 : Le Diable et le Bon Dieu de Jean-Paul Sartre, mise en scène Georges Wilson, TNP Théâtre de Chaillot

- 1970 : Opérette de Witold Gombrowicz, mise en scène Jacques Rosner, TNP Théâtre de Chaillot
- 1970 : Early morning d'Edward Bond, mise en scène Georges Wilson, Festival d'Avignon, TNP Théâtre de Chaillot
- 1970 : Le Diable et le Bon Dieu de Jean-Paul Sartre, mise en scène Georges Wilson, TNP Festival d'Avignon
- 1971 : Turandot ou le congrès des blanchisseurs de Bertolt Brecht, mise en scène Georges Wilson, TNP Théâtre de Chaillot
- 1972 : Le Légume de Francis Scott Fitzgerald, mise en scène Jean-Pierre Grenier, Théâtre Hébertot
- 1973 : Série blême de Boris Vian, mise en scène Georges Vitaly, Théâtre de Boulogne-Billancourt
- 1973 : Le Dernier des métiers de Boris Vian, mise en scène Georges Vitaly, Maison de la culture de Nantes
- 1974 : Et à la fin était le bang de René de Obaldia, mise en scène Pierre Franck, Théâtre de l'Atelier
- 1975 : Othello de William Shakespeare, mise en scène Georges Wilson, Festival d'Avignon
- 1979 : Le Tour du monde en quatre-vingts jours de Pavel Kohout d'après Jules Verne, mise en scène Jacques Rosny, Théâtre des Célestins

- 1980 : Siegfried de Jean Giraudoux, mise en scène Georges Wilson, Théâtre de la Madeleine
- 1982 : Propos de petit déjeuner à Miami de Reinhard Lettau, mise en scène Gabriel Garran, Théâtre de la Commune
- 1984 : Il pleut sur le bitume de Michel Valmer et Stéphan Meldegg d’après James Hadley Chase, mise en scène Stéphan Meldegg, Théâtre La Bruyère
- 1986 : L'Opéra de quat'sous de Bertolt Brecht, mise en scène Giorgio Strehler, Théâtre du Chatelet

- 1991 : Eurydice de Jean Anouilh, mise en scène Georges Wilson, Théâtre de l'Œuvre
- 1993 : Pygmalion de George Bernard Shaw, mise en scène Bernard Murat, Théâtre Hébertot
- 1993 : Le Cardinal d'Espagne d'Henry de Montherlant, mise en scène Raymond Gérôme, Théâtre de la Madeleine
- 1995 : Arsenic et vieilles dentelles de Joseph Kesselring, mise en scène Jacques Rosny, Théâtre de la Madeleine

- 2005 : Jonas de Élie-Georges Berreby, mise en scène Pierre Vial, Aire Falguière